# Proserpinus terlooii
Proserpinus terlooii is een vlinder uit de familie van de pijlstaarten (Sphingidae). De wetenschappelijke naam van de soort werd in 1875 gepubliceerd door William Henry Edwards.